# Engine Common
Engine Common – wieś w Anglii, w hrabstwie ceremonialnym Gloucestershire, w dystrykcie (unitary authority) South Gloucestershire. Leży 16 km na północny wschód od miasta Bristol i 160 km na zachód od Londynu. W 2001 miejscowość liczyła 482 mieszkańców.